# Kanali Makronisou
Kanali Makronisou este o arie protejată (arie de protecție specială avifaunistică — SPA) din Grecia întinsă pe o suprafață de 4.412,86 ha, integral marine.

## Localizare
Centrul sitului Kanali Makronisou este situat la coordonatele 37°42′44″N 24°05′33″E / 37.712105°N 24.092622°E.

## Înființare
Situl Kanali Makronisou a fost declarat arie de protecție specială avifaunistică în baza directivei 79/409 din 1979 referitoare la conservarea păsărilor sălbatice pentru a proteja un număr necunoscut de specii din flora spontană și fauna sălbatică aflate în arealul zonei.

## Biodiversitate
Situată în ecoregiunea marină mediteraneană, aria protejată nu include niciun habitat protejat.
La baza desemnării sitului se află un număr nedeclarat de specii protejate.